# Alexander Berntsson
Erik Alexander Berntsson, född 30 mars 1996, är en svensk fotbollsspelare som spelar för KÍ Klaksvik.

## Karriär
Berntsson började spela fotboll i Halmstads BK. Berntsson debuterade i Allsvenskan den 29 augusti 2014 i en 4–1-vinst över Helsingborgs IF, där han i den 90:e minuten byttes in mot Mikael Boman. Berntsson spelade endast en ligamatch säsongen 2014. Han spelade 19 ligamatcher säsongen 2015, samt en match i Svenska cupen mot Trelleborgs FF (2–1-vinst).
Säsongen 2016 spelade Berntsson 24 ligamatcher. Han spelade även två kvalmatcher mot Helsingborgs IF. Halmstads BK vann dubbelmötet med sammanlagt 3–2 och blev uppflyttade till Allsvenskan 2017. Berntsson spelade också samtliga tre matcher i gruppspelet av Svenska cupen 2015/2016 mot IK Frej (2–0-vinst), Degerfors IF (3–0-vinst) och IFK Göteborg (3–0-förlust). HBK vann grupp 2 och gick vidare till kvartsfinal. Berntsson gjorde ett inhopp i kvartsfinalen mot BK Häcken som HBK dock förlorade med 1–0.
I december 2016 förlängde Berntsson sitt kontrakt i Halmstads BK med tre år. Säsongen 2017 spelade Berntsson 19 ligamatcher och gjorde ett mål. Målet gjorde han den 23 september 2017 i en 2–1-vinst över IFK Norrköping. Berntsson spelade under säsongen även tre matcher i gruppspelet av Svenska cupen 2016/2017 mot Vänersborgs FK (2–2), Örgryte IS (4–0-vinst) och IFK Norrköping (7–0-förlust). Han spelade även en match i den andra omgången av Svenska cupen 2017/2018 mot Kristianstads FF (3–1-vinst).
I juni 2019 förlängde Berntsson sitt kontrakt i Halmstads BK med 3,5 år. Han spelade 18 ligamatcher under säsongen 2020, då Halmstads BK blev uppflyttade till Allsvenskan. Efter säsongen 2022 lämnade Berntsson klubben.
Efter 19 år i HBK (8 år i A-laget) blev han den 29 december 2022 klar för två år i Jönköpings Södra. Den 7 januari 2024 lämnade Berntsson Jönköpings Södra efter endast en spelad säsong i klubben, vilket slutade med en nedflyttning till Ettan. Totalt noterades han för 27 matcher (19 starter, 8 inhopp) och stod för två mål för under sin tid i Jönköpings Södra.
Den 20 maj 2024 blev Berntsson klar för KI Klaksvik från Färöarna där han skrev ett kontrakt för säsongen ut, med början i i juni då transferfönstret öppnar.

## Karriärstatistik
| Klubb              | Säsong             | Liga               | Liga    | Liga | Svenska cupen | Svenska cupen | Övrigt  | Övrigt | Totalt  | Totalt |
| Klubb              | Säsong             | Division           | Matcher | Mål  | Matcher       | Mål           | Matcher | Mål    | Matcher | Mål    |
| ------------------ | ------------------ | ------------------ | ------- | ---- | ------------- | ------------- | ------- | ------ | ------- | ------ |
| Halmstads BK       | 2014               | Allsvenskan        | 1       | 0    | 0             | 0             | —       | —      | 1       | 0      |
| Halmstads BK       | 2015               | Allsvenskan        | 19      | 0    | 1             | 0             | —       | —      | 20      | 0      |
| Halmstads BK       | 2016               | Superettan         | 24      | 0    | 5             | 0             | 2       | 0      | 31      | 0      |
| Halmstads BK       | 2017               | Allsvenskan        | 19      | 1    | 4             | 0             | —       | —      | 23      | 1      |
| Halmstads BK       | 2018               | Superettan         | 29      | 0    | 3             | 1             | —       | —      | 32      | 1      |
| Halmstads BK       | 2019               | Superettan         | 26      | 3    | 4             | 0             | —       | —      | 30      | 3      |
| Halmstads BK       | 2020               | Superettan         | 18      | 0    | 4             | 0             | —       | —      | 22      | 0      |
| Halmstads BK       | 2021               | Allsvenskan        | 11      | 0    | 1             | 0             | 1       | 0      | 13      | 0      |
| Halmstads BK       | 2022               | Superettan         | 22      | 1    | 1             | 0             | —       | —      | 23      | 1      |
| Halmstads BK       | Totalt             | Totalt             | 169     | 5    | 23            | 1             | 3       | 0      | 195     | 6      |
| Totalt i karriären | Totalt i karriären | Totalt i karriären | 169     | 5    | 23            | 1             | 3       | 0      | 195     | 6      |

1. ↑  Uppflyttningskvalmatcher mot Helsingborgs IF.[28][29]
2. ↑  Nedflyttningskvalmatch mot Helsingborgs IF.[30]